# Antoine Rivet de La Grange
Antoine Rivet de La Grange (* 1683 in Confolens; † 1749 in Le Mans) war ein französischer Benediktiner und Literaturhistoriker.

## Leben und Werk
Dom Rivet war Mauriner und Jansenist. Er widersetzte sich der päpstlichen Bulle Unigenitus Dei filius von 1713, die den Jansenismus als Häresie verurteilte, und wurde daher vom Orden in die Abtei Saint-Vincent in Le Mans entsandt. Dort publizierte er die ersten neun Bände (1733–1750) der Histoire littéraire de la France, eines gewaltigen, bis heute unabgeschlossenen Unternehmens, dessen 43. Band von 2005 nicht über das 14. Jahrhundert hinauskommt. Dom Rivet behandelte die Zeit bis 1100 und den Beginn des 12. Jahrhunderts, das heißt, nahezu ausschließlich lateinisches Schrifttum, vor allem aus Klöstern.

## Die Histoire littéraire de la France
Seine Mitbrüder Dom Charles Clémencet und Dom François Clément führten das Unternehmen mit den Bänden 10–12 (1756–1763) bis 1150 fort. Es wurde unter Napoleon wieder aufgenommen mit der Publikation der Bände 13–19 (1814–1838), die bis 1285 reichten, aber immer noch hauptsächlich lateinische Literatur behandelten. Erst in den späteren Bänden 20–23 (1842–1856), die bis 1300 reichten, wurde auch die altfranzösische Literatur beschrieben, unter anderem pionierhaft von Paulin Paris. Inzwischen kam das von der Académie des Inscriptions et Belles-Lettres betreute Unternehmen, das bereits mehr als 25.000 Seiten umfasst, von der strikten Chronologie ab und sammelt nun Monographien aus der gesamten Bearbeitungszeit, deren Schlusspunkt auf 1630 festgesetzt wurde. Weiterhin gilt aber jeder Autor als berücksichtigenswert, der als Franzose, auf französischem Boden oder mit signifikantem Bezug zu Frankreich geschrieben hat, ob in französischer oder anderer Sprache.

## Ausgaben
- Histoire littéraire de la France, où l’on traite de l’origine et du progrès, de la décadence et du rétablissement des sciences parmi les Gaulois et parmi les François par des religieux bénédictins de la Congrégation de S. Maur. 43 Bände und ein Indexband (von Emmanuel Poulle), Paris 1733–1865–2008 (1865–1869 erschienen Neuausgaben der Bände 1–10 und 14, 1892 die Neuausgabe von Bd. 16, andere Neuausgaben vor 1865; ab Bd. 17, 1832, gibt es keine Neuausgaben mehr).